# タチアナ・ボーカン
タチアナ・ボーカン（Tatjana Bokan、1988年4月9日 - ）は、モンテネグロの女子バレーボール選手である。モンテネグロ代表。

## 来歴
ユーゴスラビアのバール出身。2002年にVK Luka Barへ入団し、バレーボール選手としてのキャリアをスタートさせる。イタリア、フランスなどのクラブリーグを渡り歩き、2015年にVプレミアリーグの久光製薬スプリングスに入団した。翌シーズンからはアゼルバイジャンのアゼルレイル・バクーに移籍した。

## 球歴
- モンテネグロ代表 - 2007年-

## 所属クラブ
- VK Luka Bar（2002-2006年）
- ŽOKスパルタク・スボティツァ（2006-2010年）
- ソヴェラート（2010-2011年）
- ASPTTミュルーズ（2011-2013年）
- RCカンヌ（2013-2014年）
- ASPTTミュルーズ（2014-2015年）
- 久光製薬スプリングス（2015-2016年）
- アゼルレイル・バクー（2016-2017年）
- スカボリーニ・ペーザロ（2017-2018年）
- Békéscsabai RSE（2018-2019年）[1]
- 浙江（2019-2020年）[1]
- Chery Tiggo Crossovers（2019-2020年）
- Pałac Bydgoszcz（2021-2022年）
- SCポツダム（2021-2022年）
- Herceg Novi（2022-2023年）
- Al-Ahly SC（2023年-）